# Temple mormon de Port-au-Prince
Le temple mormon de Port-au-Prince est un temple de l'Église de Jésus-Christ des saints des derniers jours situé à Pétionville en banlieue de Port-au-Prince, en Haïti. Il a été inauguré le 1er septembre 2019.

## Histoire
L'intention de construire le temple a été annoncée par le président de l'Église Thomas S. Monson le 5 avril 2015, lors de la séance du dimanche matin de la conférence générale de l’Église de Jésus-Christ des saints des derniers jours (en).
Les constructions des temples d'Abidjan en Côte d'Ivoire et de Bangkok en Thaïlande ont été annoncés au même moment.
Lors d'une conférence tenue à Port-au-Prince le 12 mars 2017, l'apôtre Neil L. Andersen (en) a annoncé qu'un emplacement pour le temple avait été choisi et acquis,.
Le 28 octobre 2017, une cérémonie d'inauguration des travaux a eu lieu pour marquer le début de la construction, sous la présidence de Walter F. González.
En août 2018, l'Église LDS a annoncé que Fritzner A. Joseph, ancien président de la mission Haïti de Port-au-Prince, serait le premier président du temple après sa consécration.
Le temple a été consacré le 1er septembre 2019 par David A. Bednar.